# Карла Моррисон
Карла Патрисия Моррисон Флорес (исп. Carla Patricia Morrison Flores; род. 19 июля 1986 года, Текате, Нижняя Калифорния) — мексиканская инди-поп певица и композитор, известная под именем Carla Morrison. Она выиграла два латинских «Грэмми» за её альбом «Déjenme llorar», который также был сертифицирован золотым в Мексике.

## Ранняя жизнь
Карла Моррисон родилась в Текате, штат Нижняя Калифорния, в мексиканской семье. Её отец, Иларио Моррисон, ранее носивший фамилию Вера, получил свою фамилию, когда был усыновлен Уильямом Гаем Моррисоном, родившимся в Калифорнии.
В ранние годы своей жизни, Карла Моррисон жила в Текате. С детства её обучали искусству рисования, танцев и пения. Воодушевленная своим убеждением посвятить себя музыке, она решила переехать в Финикс, штат Аризона в возрасте 17 лет. В этом городе она начала своё музыкальное образование в местном колледже Меса, но вскоре бросила школу.
Вдохновленная своим учителем Давидом Барриосом, она начала играть свои первые музыкальные произведения под названием «Babaluca». Этот проект был объединён в группу с Ником Кайзером и Николь Петта, и вскоре позиционировал себя как один из самых важных проектов местной музыкальной сцены.
На этом этапе своей творческой жизни певица сотрудничала с Марком Эриксоном — музыкантом-мультиинструменталистом и участником группы Colorstone из Финикса, штат Аризона, продюсером первого альбома «Babaluca», который так и не вышел. Карла Моррисон и Марк Эриксон также работали вместе, чтобы исполнить песню «Tragos de Amargo Licor» Рамона Айялы на фестивале кантри-музыки. Эта песня позже была включена в её первый мини-альбом, «Aprendiendo a Aprender». Кроме того, Марк Эриксон пригласил её записать вокал для альбома «Go Away Closer». После короткой, но продуктивной карьеры с «Babaluca», Карла Моррисон решила отказаться от проекта и вернуться в Мексику, чтобы продолжить свою сольную карьеру.

## Музыкальная карьера
В 2009 году Моррисон выпустила свой первый мини-альбом под названием Aprendiendo a Aprender, спродюсированный в домашней студии Джордана Берио в Темпе, штат Аризона. Вскоре, альбом привлёк внимание общественности и СМИ. Пластинка содержит 6 песен, написанных и спродюсированных ею самой, а также дополнительную тему, в которой она освещала песню Рамона Айалы «Tragos de Amargo Licor».
К 2010 году Моррисон выпустила свой второй EP под названием «Mientras Tú Dormías», спродюсированный Натальей Лафуркад. Эта пластинка была номинирована на латинскую премию Грэмми; в то же время, благодаря этому мини-альбому, большинство её выступлений, в том числе в театре «Metropolitan» и «Lunario of the Auditorio Nacional», были распроданы.
В 2011 году Моррисон начала работать над своим первым студийным альбомом под названием «Déjenme Llorar».
Déjenme Llorar был выпущен 24 марта 2012 года в рамках фестиваля «Vive Latino Festival». Он был номинирован на премию Latin Grammy Awards в пяти категориях и был номинирован на премию Grammy в категории «Лучший латинский рок, городской или альтернативный альбом». Альбом получил латинскую премию Грэмми в номинации «Лучший альтернативный альбом». Кроме того, альбом был сертифицирован золотым в Мексике.
Моррисон выступала на крупнейших музыкальных фестивалях в Америке и Европе. Среди них — фестиваль «Vive Latino», в котором она принимает участие уже три года подряд. Её дебют на этом фестивале состоялся в 2011 году в «Carpa Intolerante». Она побила рекорд посещаемости, собрав 9000 человек в концертном шатре, который был спроектирован с расчётом на то, что на концерт придёт не более 5000 человек. В 2012 году, Карла Моррисон выступала в «Carpa Danup» перед 30 000 человек.

## Награды и номинации

### Грэмми
| Год  | Номинируемая работа | Категория                                                 | Результат | Примечания |
| ---- | ------------------- | --------------------------------------------------------- | --------- | ---------- |
| 2013 | Déjenme Llorar      | Лучший латинский рок, городской или альтернативный альбом | Номинация | [ 5 ]      |
| 2017 | Amor Supremo        | Лучший латинский рок, городской или альтернативный альбом | Номинация | [ 6 ]      |

### Латинские Грэмми
| Год  | Номинируемая работа  | Категория                        | Результат | Примечания |
| ---- | -------------------- | -------------------------------- | --------- | ---------- |
| 2011 | Mientras Tu Dormías  | Best Alternative Music Album     | Номинация | [ 7 ]      |
| 2012 | Déjenme Llorar       | Album of the Year                | Номинация | [ 8 ]      |
| 2012 | Déjenme Llorar       | Best Alternative Music Album     | Победа    | [ 8 ]      |
| 2012 | «Déjenme Llorar»     | Song of the Year                 | Номинация | [ 8 ]      |
| 2012 | «Déjenme Llorar»     | Best Alternative Song            | Победа    | [ 8 ]      |
| 2016 | Amor Supremo         | Best Alternative Music Album     | Номинация | [ 9 ]      |
| 2016 | «Vez Primera»        | Best Alternative Song            | Победа    | [ 9 ]      |
| 2018 | Amor Supremo Desnudo | Best Traditional Pop Vocal Album | Номинация | [ 10 ]     |

## Дискография

#### Студийные альбомы
| Déjenme Llorar                                                                           | - Релиз: 27 марта 2012 - Лейбл: Intolerancia Records - Формат: CD, винил, цифровая загрузка | 1  | 56 | 15 | —  | - AMPROFON: платиновый | - Мексика: 60 000 - Мир: 60 000 |
| Amor Supremo                                                                             | - Релиз: 6 ноября 2015 - Лейбл: Cosmica Records - Формат: CD, цифровая загрузка             | 15 | 4  | 1  | 36 |                        |                                 |
| «—» обозначает запись, которая не попала в чарт или не была выпущена на этой территории. |                                                                                             |    |    |    |    |                        |                                 |

### Делюкс-альбомы
| Название                        | Детали                                                                                                 |
| ------------------------------- | --- |
| Déjenme Llorar (Deluxe Edition) | - Релиз: 27 марта 2012 - Лейбл: DigitalPressure, Cosmica Records - Формат: Стриминг, цифровая загрузка |

#### Мини-альбомы
| Название               | Детали |
| ---------------------- | --- |
| Aprendiendo a Aprender | - Релиз: 16 феврвля 2010 - Лейбл: Carla Morrison Music, Cosmica Records - Формат: Стриминг, цифровая загрузка |
| Jugando En Serio       | - Релиз: 21 мая 2013 - Лейбл: Carla Morrison Musica, Cosmica Records - Формат: Стриминг, цифровая загрузка    |
| La Niña del Tambor     | - Релиз: 9 декабря 2016 - Лейбл: Cosmica Records - Формат: Стриминг, цифровая загрузка                        |

#### В качестве ведущего исполнителя
| Год  | Название                                | Альбом               |
| ---- | --------------------------------------- | -------------------- |
| 2012 | Disfruto                                | Déjenme Llorar       |
| 2015 | Un Beso                                 | Amor Supremo         |
| 2016 | Azúcar Morena (Noyte Remix)             | Внеальбомный сингл   |
| 2016 | Vez Primera (Noyte Remix)               | Внеальбомный сингл   |
| 2016 | Un Beso (Facy Sedated + ISMO Remix)     | Внеальбомный сингл   |
| 2017 | Te Regalo                               | Amor Supremo Desnudo |
| 2017 | Un Mundo Raro                           | Внеальбомный сингл   |
| 2019 | Hasta La Piel (при участии Francistyle) | Внеальбомный сингл   |
| 2019 | No Te Quiero Perder                     | Внеальбомный сингл   |
| 2020 | Disfruto (Audioiko Remix)               | Внеальбомный сингл   |